# Smith & Wesson Модель 1006
Smith & Wesson Модель 1006 самозарядний пістолет з віддачею стволу подвійної/одинарної дії під набій 10mm Auto розроблений компанією Smith & Wesson.

## Конструкція
Пістолет зроблено з неіржавної сталі, довжина стволу становить 5 дюймів (127 мм), однорядний магазин на 9 набоїв. За безпеку відповідають бокова затворна затримка, внутрішній розмикач магазина та блокування ударника.  Приціли фіксовані та регульовані.
Модель 1006 стала першим самозарядним пістолетом S&W серії 1000 третього покоління. Варіанти включать моделі 1026, 1046, 1066, 1076 (модель ФБР) та 1086.  Пістолети серії 1000 були одними з найнадійніших і міцних 10-міліметрових пістолетів з коли-небудь створених, легко витримували такий потужний набій. 
Іншими самозарядними пістолетами 3-го покоління компанії S&W є серії 5906, 4006 та 4506.

## Користувачі
Модель 1076 відома як "пістолет ФБР" оскільки Бюро замовило 10,000 екземплярів пістолета Модель 1076 для своїх агентів після стрілянини у Маямі у 1986 році. Проте, з виробництвом виникли проблеми і ФБР отримали лише 2,400 пістолетів до розірвання контракту.
У 1990 році поліція штату Вірджинія замовила у S&W 2,200 пістолетів Моделі 1026, а у липні 1990 року отримала усе замовлення. Модель 1026 була повністю схожа на Модель 1076, але мала 5-дюймовий ствол замість 4,25 дюймового стволу. Поліція штату Вірджинія зіткнулася з проблемами у використанні пістолета та зменшеною потужністю заряду, яку рекомендувало ФБР. У 1994 році через проблеми у використанні Моделі 1026, поліція штату Вірджинія замінила його на 9 міліметровий пістолет SIG Sauer P228.

## Відкликання
Невдовзі після появи Моделі 1006, Smith та Wesson відкликали пластикове руків'я. Виявилося, що при падінні пістолета на п'яту, пластикове руків'я могло розбитися, а пружина курка могла випасти. Користувачі, які зв'язувалися зі Smith і Wesson отримували нові руків'я безкоштовно. На новому змінному руків'ї є перфорація по центру в нижній частині п'яти, тоді як на поганих руків'ях її не було.
Моделі 1026/1076 також відкликали через важіль безпечного спуску курка, оскільки він міг вивести пістолет з ладу.

## Варіанти
- S&W 1026: Пістолет Подвійної / Одинарної дії (DA/SA) з важелем безпечного спуску / запобіжником на корпусі та 5″ стволом.
- S&W 1046: Пістолет лише Подвійної дії (DAO) з 5″ стволом.
- S&W 1066: Пістолет Подвійної / Одинарної дії (DA/SA) з важелем безпечного спуску / запобіжником на затворі та 4.25″ стволом.
- S&W 1076: Пістолет Подвійної / Одинарної дії (DA/SA) з важелем безпечного спуску / запобіжником на корпусі та 4.25″ стволом.
- S&W 1086: Пістолет лише Подвійної дії (DAO) з 4.25″ стволом.

## Загальна кількість
Згідно з даними компанії Smith і Wesson, всього було випущено 50,796 пістолетів 10mm Auto.
| Модель | Кількість |
| ------ | --------- |
| 1006   | 26,978    |
| 1026   | 3,135     |
| 1046   | 151       |
| 1066   | 5,067     |
| 1076   | 13,805    |
| 1086   | 1,660     |